# قره‌کوسه (سینجیک)
قره‌کوسه (انگلیسی: Karaköse) یک منطقه مسکونی در ترکیه است که در استان آدیامان و در ناحیه سینجیک واقع شده است.